# Free Blues Band
Free Blues Band – polska grupa muzyczna wykonująca blues z elementami R’n’B, soulu, funky i jazzu. Grupa powstała w 1979 roku z inicjatywy braci Andrzeja i Mariana Malcherków.
Grupa występowała m.in. na Złota dziesiątka – Jarocin i OMPP, Rawa Blues (w latach 1985, 1986, 1989–1991, 1997, 2004), Blues Top 85, Olsztyńskie Noce Bluesowe (podczas I (1984) i XIII edycji w 2004 roku), Jesień z Bluesem – Białystok, Baltic Blues, Muzyczny Camping w Brodnicy, Blues nad Piławą, Żmigród, Blues nad Bobrem, FAMA, Bluesada, Harmonica Bridge.
Grali przed Deep Purple (support w 2004 Johnem Scofieldem, Animalsami, grali z gitarzystą Steve’em Morse’em oraz perkusistą Ianem Paice’em), Chrisem Farlowe’em, Janem "Izbą" Izbińskim. Tadeusz Nalepa ostatnie trzy lata swojego życia grał tylko z FBB, w tym ostatni koncert w życiu artysty: 12 sierpnia 2006 w Trzyńcu w Czechach.
W 2003 roku zespół został sklasyfikowany na 8. miejscu plebiscytu pisma Twój Blues w kategorii Zespół Roku Polska.
Od 1992 roku lider grupy Andrzej Malcherek prowadzi Free Blues Club w Szczecinie.

## Muzycy
- Andrzej Malcherek – gitara elektryczna, śpiew
- Agnieszka Malcherek – organy Hammonda
- Dariusz Kamiński – instrumenty perkusyjne
- Mateusz Pawelec – gitara basowa

## Dyskografia
- (1989) Free Blues Band ("żółta") (CC)
- (1990) Such a Blues ("niebieska") (CC)
- (2003) Big Game (LP)
- (2008) Casper The Cat (CD)

### Kompilacje
- Różni wykonawcy Bielszy odcień bluesa (Free Blues Band – Hide Away)
- Różni wykonawcy Jarocin ’88 LP3 (Free Blues Band – Everybody Wants to Know)